# Саамская письменность
Письменность саамских языков — письменность группы родственных языков, на которых говорят саамы на севере Скандинавского полуострова, в Финляндии и на Кольском полуострове в России. В России основана на кириллице, в других странах — на латинице.

## Саамская письменность в России

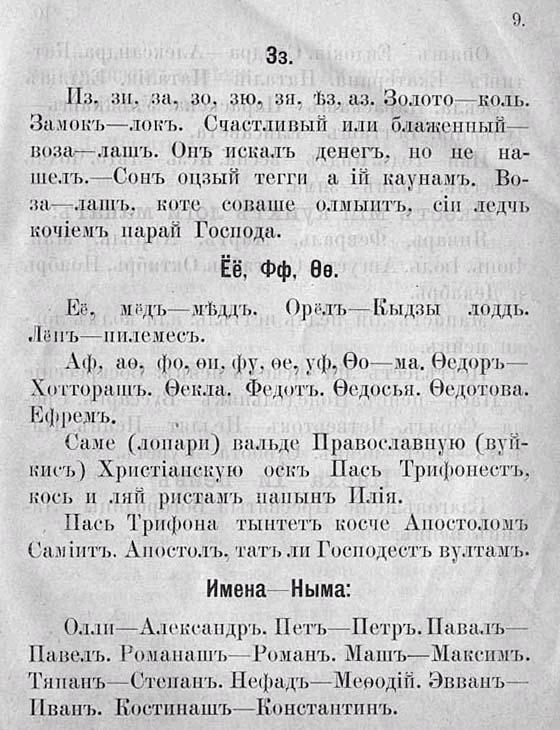
Страница из колтта-саамского букваря, 1895 год

Историю письменности кольских саамов можно разделить на четыре этапа. Во времена Российской империи, с 1880-х годов, книги для саамов издавались на кириллице. В 1933 году был опубликован саамский букварь с алфавитом на основе латиницы, однако уже в 1937 году вышел новый саамский букварь, основанный на кириллическом алфавите. В том же 1937 году преподавание в школах на саамском языке прекратилось — это было связано в первую очередь с начавшимися репрессиями, которые затронули и многих школьных учителей. В 1979 был утверждён проект саамского алфавита на основе кириллицы, на котором в 1982 году был издан саамский букварь, стали издаваться детские книги на саамском языке. В 1985 году был опубликован основанный на кильдинском диалекте (кильдинском саамском языке) первый в мире саамско-русский словарь под редакцией Риммы Дмитриевны Куруч.

### Дореволюционный этап
Первые сведения о саамской письменности относятся к первой половине XVI века — известно, что Феодорит Кольский (1481—1571), «просветитель лопарей», занимался составлением письменности для саамов и переводом c церковнославянского на саамский язык богослужебных текстов в Белозерской Порфириевой пустыни в конце 1530-х годов. Подробности об этой письменности неизвестны, но предполагается, что за основу им могло быть взято древнепермское письмо — письменность, созданная в 1372 году святителем Стефаном Пермским на основе кириллицы, так называемых «пасов» (родовых значков) и греческого алфавита и использовавшаяся коми-зырянами, коми-пермяками и некоторыми другими народами.
Первые книги для саамов в России были изданы в 1880—1890-е годы. Это были преимущественно религиозные и богослужебные тексты. В 1897 году финским лингвистом Арвидом Генетцом с помощью носителей языка на кильдинский саамский были переведены главы 1—22 Евангелия от Матфея; остальное было переведено на ныне вымерший бабинский саамский. Она была напечатана в кириллице Британским и Иностранным Обществом Библии. Это была первая книга, изданная на кильдин-саамском языке.
Первой книгой на колтта-саамском языке также был перевод Евангелия от Матфея, изданный в 1884 году русским православным священником Константином Прокопьевичем Щеколдиным. Щеколдин также издал колтта-саамский букварь в 1895 году. Другие дореволюционные печатные тексты на кильдин-саамском или колтта-саамском языках, изданные на основе кириллицы, неизвестны.
В саамских текстах Генетца и Щеколдина использовался тогдашний русский алфавит (за исключением ижицы (ѵ), которой нет у Щеколдина, и с добавлением буквы ŋ, которую использовал Генетц для велярного носового согласного).

### Алфавит на латинской основе

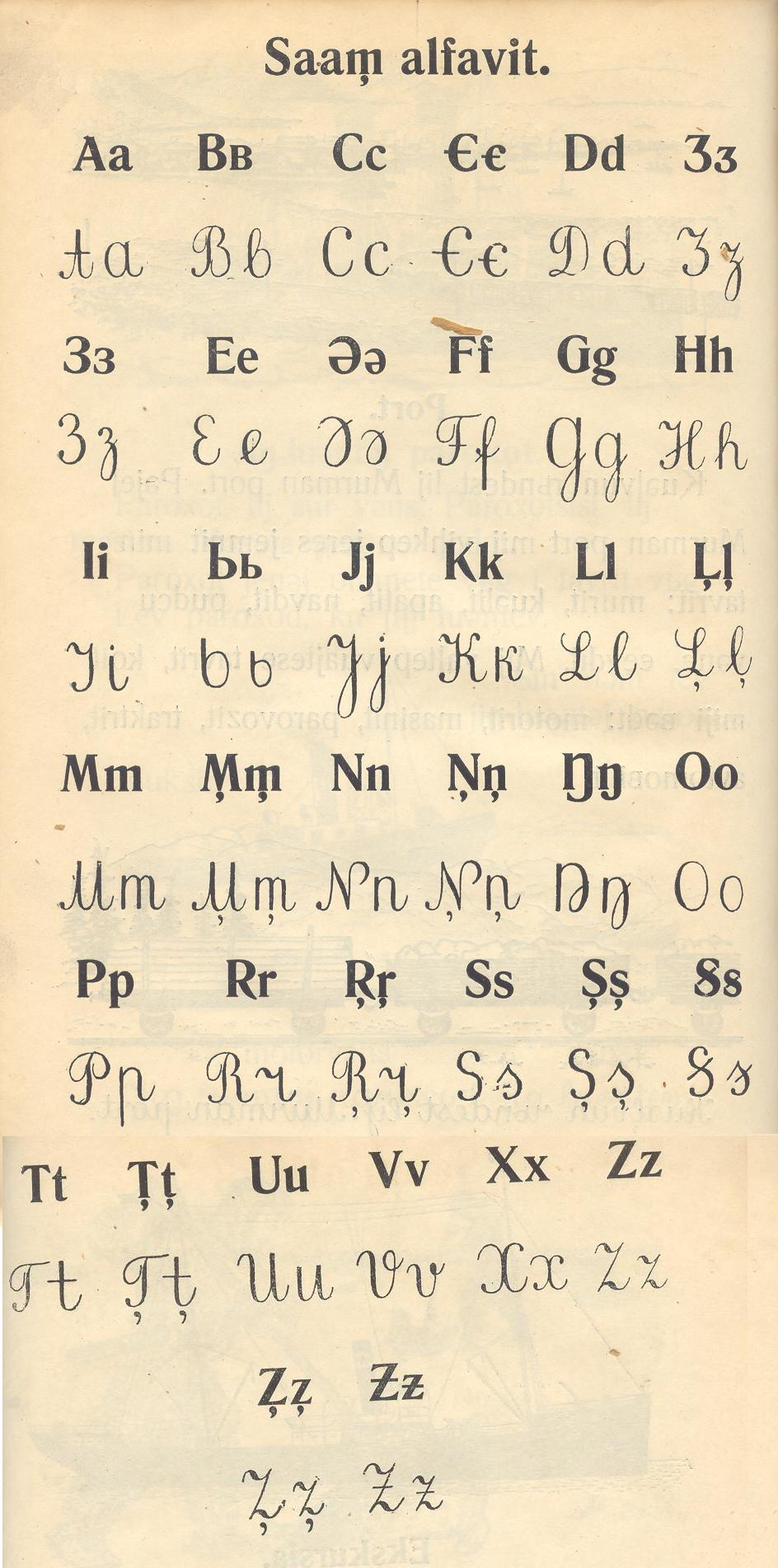
Алфавит из кильдин-саамского букваря 1933 года

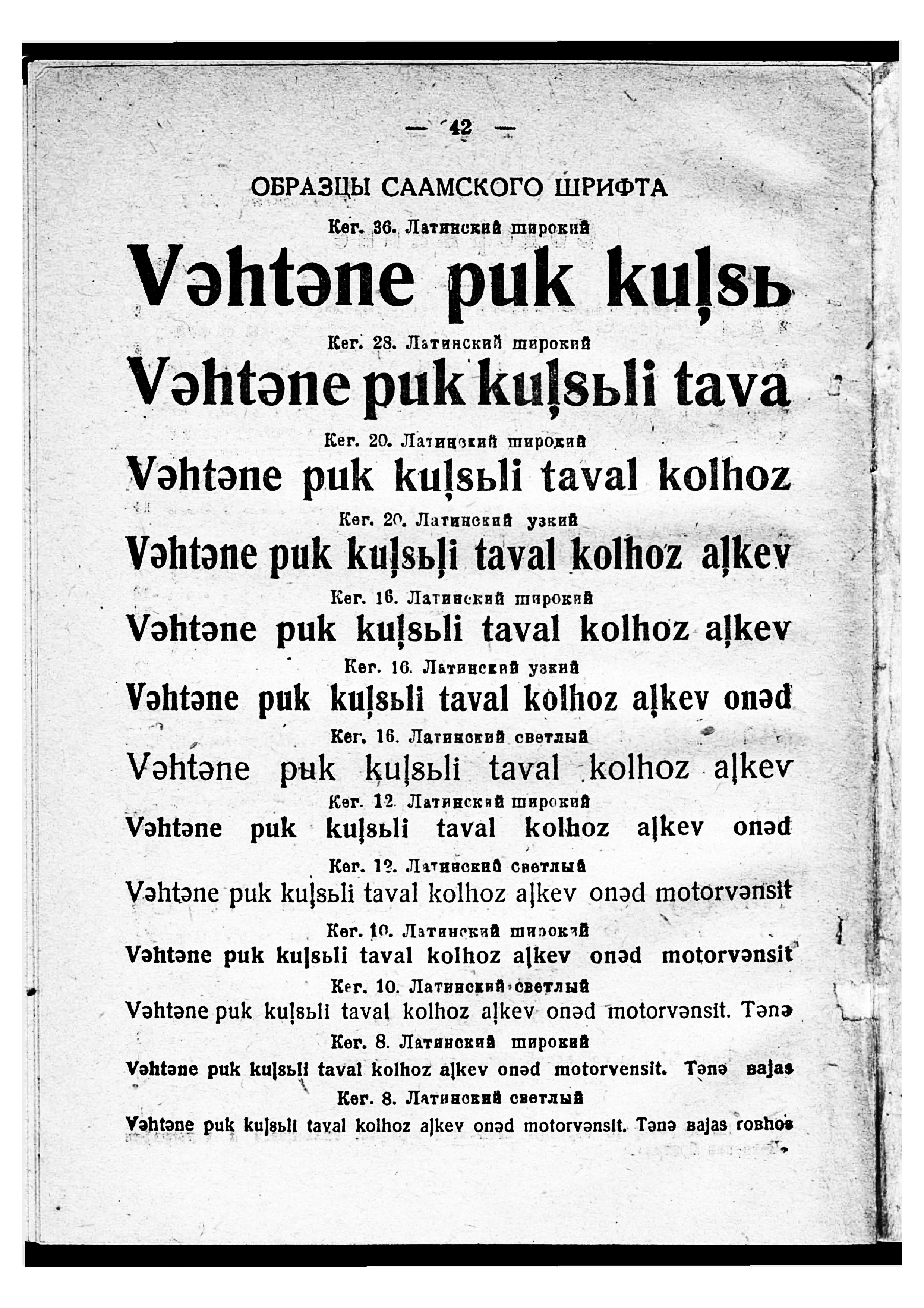
Образцы саамского шрифта, 1934 год

Первые советские опыты по созданию саамской письменности относятся к 1926—1927 годам. Разработка велась на северном факультете Ленинградского восточного института. В 1929 году был разработан проект письменности для йоканьгско-саамского языка, включавший буквы A a, B b, D d, E e, F f, G g, H h, X x, I i, J j, K k, L l, M m, N n, Ŋ ŋ, O o, P p, R r, S s, Š š, T t, C c, Č č, U u, V v, Z z, Ʒ ʒ, Ə ə и подбуквенную запятую для обозначения палатализации. Среди тех, кто занимался вопросом создания саамской письменности, был этнограф и краевед Василий Кондратьевич Алымов (1883—1938). В 1931 году был разработан и утверждён унифицированный с алфавитами других народов Севера алфавит на латинской основе.
При этом в 1931 году мурманская газета «Полярная правда» публиковала отдельные материалы на саамском языке с использованием кириллического алфавита без дополнительных знаков.
В 1932 году вышла первая печатная продукция на новом саамском алфавите — первомайская листовка на туломском диалекте колтта-саамского. Однако массовое регулярное книгоиздание началось с 1933 года, когда сначала вышел букварь, а затем и другая литература.
Вскоре в алфавит был внесён ряд изменений: была отменена буква X x (её функцию возложили на H h), а также введены буквы Ç ç D̦ d̦ Ģ ģ Ķ ķ V̦ v̦. Запятая под буквой обозначала её мягкость. Долгота гласных и согласных на письме не обозначалась.
Саамский латинизированный алфавит в середине 1930-х годов:
| A a | B в | C c | Ç ç | Ꞓꞓ  | D d | D̦ d̦ | Ʒ ʒ | З з | E e | Ə ə | F f |
| G g | Ģ ģ | H h | I i | Ь ь | J j | K k | Ķ ķ | L l | Ļ ļ | M m | M̦ m̦ |
| N n | Ņ ņ | Ŋ ŋ | O o | P p | R r | R̦ r̦ | S s | Ş ş | Ꞩ ꞩ | T t | Ţ ţ |
| U u | V v | V̦ v̦ | Z z | Z̦ z̦ | Ƶ ƶ |     |     |     |     |     |     |

Для совершенствования и продвижения в массы саамской письменности в 1933 году был создан Мурманский окружной комитет нового алфавита.

### Алфавит на основе кириллицы
Алфавит на основе кириллицы был принят в 1937 году. Он содержал все буквы русского алфавита, кроме Щ щ, а также диграф Нг нг; на нём был издан букварь и учебник арифметики. Однако в этом же году издание книг на саамском языке в СССР надолго прекратилось, равно как и обучение в школах саамскому языку. Связано это было в первую очередь с репрессиями по отношению к саамам; пик этих репрессий пришёлся именно на 1937 и 1938 годы. Саамы, в частности, обвинялись в желании создать собственное государство, которое в дальнейшем присоединится к Финляндии.

Рукописные саамские буквы с «хвостиком»

Саамские знаки: мягкий и полумягкий

Саамские буквы с «хвостиком», гарнитура «Школьная», 1980-е годы

Саамские буквы с «хвостиком», гарнитура DejaVu Sans, 2000-е годы

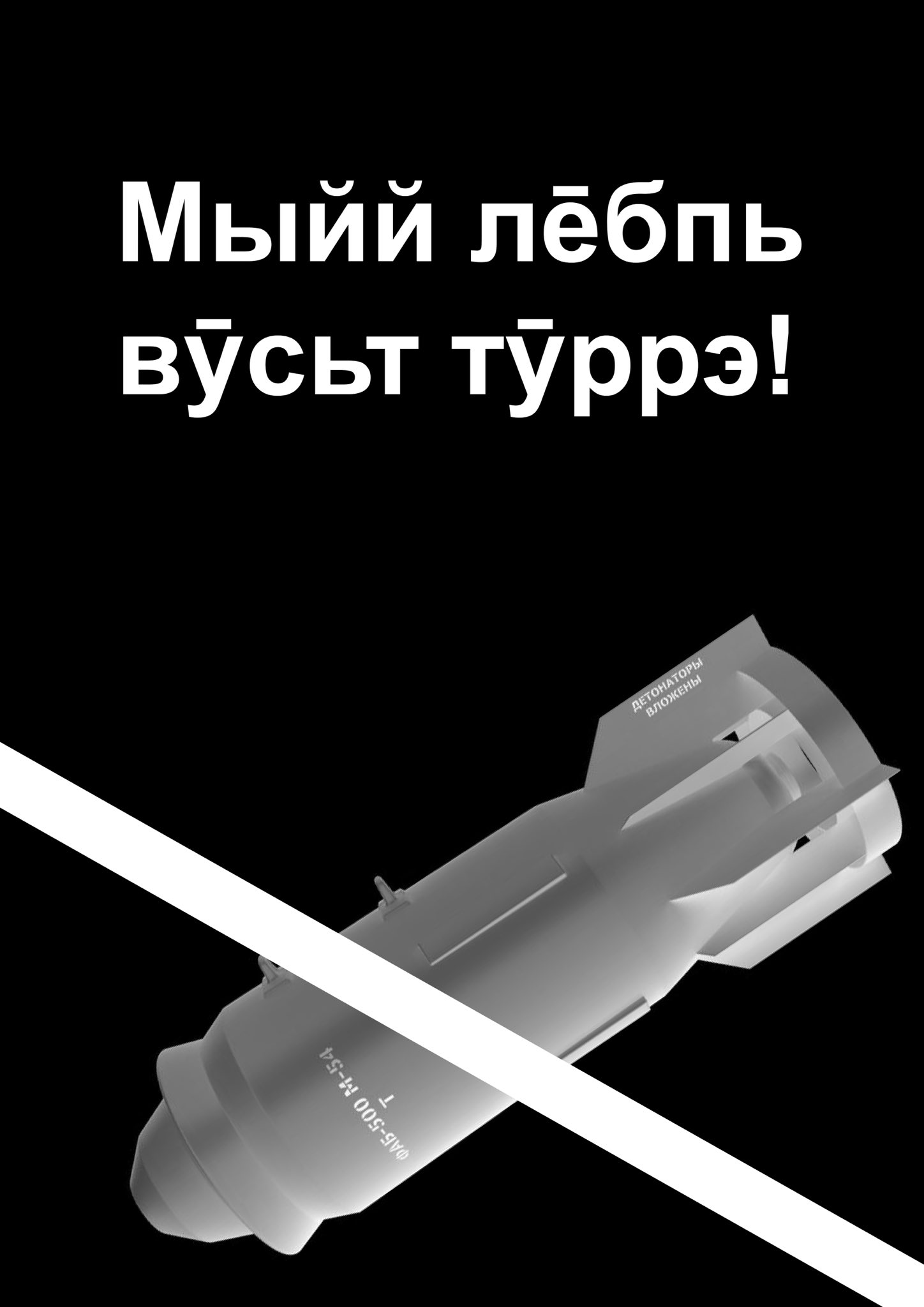
«Мы против войны!» Антивоенный плакат в современной кильдин-саамской орфографии

В 1970-е годы был поставлен вопрос о восстановлении саамской письменности. В 1979 году составлен проект нового саамский кириллический алфавита, разработанный А. А. Антоновой в составе исследовательской группы, организованной при Мурманском ОблОНО. В том же году он был утверждён Карельским филиалом ИЯЛИ АН СССР и Мурманским облисполкомом. Тогда же на этом алфавите вышел первый букварь.
В 1982 году из алфавита были убраны буквы ӹ, ӧ, ӱ; в том же году был утверждён доработанный алфавит с двумя новыми знаками — ј и һ, разработанный под руководством Р. Д. Куруч, на котором в 1985 году был издан объёмный саамско-русский словарь. Тем не менее, через некоторое время у Министерства народного просвещения РСФСР возникли претензии по поводу наличия в алфавите «латинских букв», что стало преградой для его использования в школьной практике, и в новом варианте саамского алфавита 1987 года они были заменены на ҋ и апостроф. Последний вариант был рекомендован в качестве нормативного, однако широкого распространения не получил. Несмотря на это, он использовался в двуязычных книгах на кильдин-саамском и северносаамском языках, изданных за рубежом, в частности, словаре 1991 года авторства П. Саммаллахти и А. Хворостухиной.
По настоящее время устоявшейся единой нормы алфавита кильдинско-саамского языка нет.
Современный алфавит для кильдинского саамского языка (совокупность всех букв, использующихся в разных версиях алфавита в настоящее время):
| А а | Ӓ ӓ | Б б | В в | Г г     | Д д | Е е | Ё ё | Ж ж |
| З з | Һ һ | И и | Й й | Ҋ ҋ/Ј ј | К к | Л л | Ӆ ӆ | М м |
| Ӎ ӎ | Н н | Ӊ ӊ | Ӈ ӈ | О о     | П п | Р р | Ҏ ҏ | С с |
| Т т | У у | Ф ф | Х х | Ц ц     | Ч ч | Ш ш | Щ щ | Ъ ъ |
| Ы ы | Ь ь | Ҍ ҍ | Э э | Ӭ ӭ     | Ю ю | Я я |     |     |

- Долгота гласных передаётся с помощью макрона — горизонтальной черты над буквой:[22][23] ча̄дзь «вода», ва̄ррь «лес».
- Буква щ употребляется только в именах собственных, заимствованных из русского языка[22].
- ҍ (полумягкий знак), а также гласные ӓ, ӭ указывают на полумягкость предшествующих им согласных д, т, н[22].

| 1979 г. | 1982 г. | 1987 г. | МФА        |
| ------- | ------- | ------- | ---------- |
| А а     | А а     | А а     | /a/, /ɑ/   |
| Ӓ ӓ     |         |         |            |
| Б б     | Б б     | Б б     | /b/        |
| В в     | В в     | В в     | /v/        |
| Г г     | Г г     | Г г     | /g/        |
| Д д     | Д д     | Д д     | /d/        |
| Е е     | Е е     | Е е     | /je/, /ʲe/ |
| Ё ё     | Ё ё     | Ё ё     | /jo/,/ʲo/  |
| Ж ж     | Ж ж     | Ж ж     | /ʒ/        |
| З з     | З з     | З з     | /z/        |
|         | Һ һ     | '       | /h/        |
| И и     | И и     | И и     | /i/        |
| Й й     | Й й     | Й й     | /j/        |
|         | Ј ј     | Ҋ ҋ     | /j̊/        |
| К к     | К к     | К к     | /k/        |

| 1979 г. | 1982 г. | 1987 г. | МФА |
| ------- | ------- | ------- | --- |
| Л л     | Л л     | Л л     | /l/ |
| Ӆ ӆ     | Ӆ ӆ     | Ӆ ӆ     | /l̥/ |
| М м     | М м     | М м     | /m/ |
| Ӎ ӎ     | Ӎ ӎ     | Ӎ ӎ     | /m̥/ |
| Н н     | Н н     | Н н     | /n/ |
| Ӊ ӊ     | Ӊ ӊ     | Ӊ ӊ     | /n̥/ |
| Ӈ ӈ     | Ӈ ӈ     | Ӈ ӈ     | /ŋ/ |
| О о     | О о     | О о     | /o/ |
| Ӧ ӧ     |         |         |     |
| П п     | П п     | П п     | /p/ |
| Р р     | Р р     | Р р     | /r/ |
| Ҏ ҏ     | Ҏ ҏ     | Ҏ ҏ     | /r̥/ |
| С с     | С с     | С с     | /s/ |
| Т т     | Т т     | Т т     | /t/ |
| У у     | У у     | У у     | /u/ |

| 1979 г. | 1982 г. | 1987 г. | МФА        |
| ------- | ------- | ------- | ---------- |
| Ф ф     | Ф ф     | Ф ф     | /f/        |
| Х х     | Х х     | Х х     | /x/        |
| Ц ц     | Ц ц     | Ц ц     | /t͡s/       |
| Ч ч     | Ч ч     | Ч ч     | /t͡ʃ/       |
| Ш ш     | Ш ш     | Ш ш     | /ʃ/        |
|         | Щ щ     | Щ щ     | /ɕ/        |
| Ъ ъ     |         |         |            |
| Ы ы     | Ы ы     | Ы ы     | /ɨ/        |
| Ӹ ӹ     |         |         |            |
| Ь ь     |         |         |            |
| Ҍ ҍ     |         |         |            |
| Э э     | Э э     | Э э     | /ɛ/        |
| Ӭ ӭ     | Ӭ ӭ     | Ӭ ӭ     | /ʲe/       |
| Ю ю     | Ю ю     | Ю ю     | /ju/, /ʲu/ |
| Я я     | Я я     | Я я     | /ja/, /ʲa/ |

#### Терско-саамский алфавит
В единственном опубликованном на сегодняшний день литературном произведении на терско-саамском языке — сборнике стихов «Я̄лла» авторства саамской писательницы Октябрины Вороновой, выпущенном в 1989 году — используется кириллический алфавит, основанный на версии кильдин-саамского алфавита 1982 года (отсутствуют буквы ҋ, ј, һ и апостроф), дополненный буквой ӹ. Кроме того, в книге встречается долгая ы̄, отсутствующая в кильдинском саамском.

## Саамская письменность в скандинавских странах и Финляндии
Автором первого саамского алфавита был Яакко (Якоб) Фельман (1795—1875), финский священник и натуралист, собиратель саамского фольклора.
В настоящее время для различных саамских языков в Норвегии, Финляндии и Швеции используется латинский алфавит с добавлениями следующих букв:
- инари-саамский язык (с 1996 года): Áá Ââ Ää Čč Đđ Ŋŋ Šš Žž[25]
- колтта-саамский язык: Áá Ââ Čč Ʒʒ Ǯǯ Đđ Ǧǧ Ǥǥ Ǩǩ Ŋŋ Õõ Šš Žž Åå Ää ´
- луле-саамский язык
  - в Норвегии: Áá Åå Ńń Ææ
  - в Швеции: Áá Åå Ńń Ää
- пите-саамский язык: Áá Đđ Ŋŋ Ŧŧ Åå Ää[26]
- северносаамский язык (нынешняя версия, 1985 год): Áá Čč Đđ Ŋŋ Šš Ŧŧ Žž

- южносаамский язык
  - в Норвегии: Ææ Øø Åå
  - в Швеции: Ää Öö Åå. В 1950-е годы, помимо указанных, использовались также буквы Ââ Áá Čč Đđ Îî Ŋŋ Šš Žž Ææ